# Janáky Viktor
Janáky Viktor (Békés, 1933. július 10. – Budapest, 1999. december 30.) keramikus.

## Élete
Édesapja, Janáky V. László többszörös aranyérmes címfestő. Békésen végezte iskoláit, majd 1951 és 1956 között a budapesti Iparművészeti Főiskola kerámia tagozatán tanult, ahol Borsos Miklós és Gádor István Kossuth-díjas művész professzorok tanítványa volt.
Korai művei mázas kerámiavázák, állatalakos kerámiák. Síkfelületű munkáira égetéssel gyöngyöket, fémet, üveget olvasztott, amelyek színezték a felületet. A használati tárgyak mellett egyre inkább az épületkerámia foglalkoztatta. A különböző anyagok egybeolvasztásával egyéni, ötletgazdag, világos kompozíciójú, modern hangvételű műveket hozott létre. Később elsősorban matt, égetett kerámiából készítette munkáit. Kísérletező kedvű művész, így kerámiatechnológiai problémák megoldása is a nevéhez fűződik. Főbb munkái murális kerámiák, nagy méretű térplasztikák voltak. 1960-tól Budapesten alkotott.
1965-től mutatkozott be kiállításokon, legtöbbször feleségével, Marik Eszter textilművésszel együtt. Kerámiái bejárták Európát, Ázsiát és Amerikát. Egyéni hangját az itthon és külföldön nyert díjak sora értékeli. Tagja volt a Magyar Képzőművészek és Iparművészek Szövetségének, a Nemzetközi Kerámia Akadémiának (AIC), a Magyar Építészek Szövetségének, a Magyar Keramikusok Társaságának is.
Halála előtt a tulajdonában lévő munkáit Békés városára hagyta, melyekből 2000 decemberében állandó emlékkiállítása nyílt.

## Főbb elismerései
- 1969 Békési Kulturális Hetek Érme
- 1972 Vallauris, III. Nemzetközi Kerámia Biennálé, elismerő oklevél
- 1974 Vallauris, IV. Nemzetközi Kerámia Biennálé, nagydíj
- 1976 Vallauris, V. Nemzetközi Kerámia Biennálé, nagydíj
- 1978 Pro Urbe-díj, Békés
- 1986 Munkácsy-díj

## Egyéni kiállításai
- 1965 Csók Galéria, Budapest
- 1966 Budafoki Hazafias Népfront-székház, Budapest
- 1969 Békési Múzeum
- 1973 Balatonfüred
- 1975 Csók Galéria, Budapest
- 1976 Magyar Kultúra Háza, Berlin, Halle Moritzburg, Karl Marx Stadt Museum
- 1978 Békési Múzeum
- 1979 Dési Huber Terem, Veszprém
- 1989 Ferenczy Terem, Pécs.

## Válogatott csoportos kiállítások
- 1959 IV. Országos Iparművészeti kiállítás, Műcsarnok, Budapest
- 1961 Magyar Iparművészeti kiállítás, Prága
- 1962 Magyar Kerámia kiállítás, Lipcse
- 1963 Magyar Kerámia kiállítás, Helsinki
- 1964 Magyar Iparművészeti kiállítás, Szófia
- 1965 V. Országos Iparművészeti kiállítás, Műcsarnok, Budapest
- 1967, 1968, 1982 Nemzetközi Kerámia Biennálé, Faenza
- 1970 Nemzetközi Kerámia Triennálé, Sopot
- 1972, 1974, 1976 III., IV., V. Nemzetközi Kerámia Biennálé, Vallauris
- 1972, 1980 III., VI. Országos Kerámia Biennálé, Pécs
- 1973 Mai Magyar Kerámia, Ankara, Isztambul
- 1975 Jubileumi Iparművészeti kiállítás, Műcsarnok, Budapest
- 1980 A kéz intelligenciája, Műcsarnok, Budapest
- 1993 Tavaszi Tárlat, Gödöllő.

## Művei közgyűjteményekben
- Iparművészeti Múzeum, Budapest
- Janus Pannonius Múzeum, Pécs,
- Kortárs Kerámia Múzeum (Bechyne, Faenza, Porvoo, Vallauris).